# Miller Brothers 101 Ranch
Die Miller Brothers 101 Ranch war eine 1893 vor der Gründung des Bundesstaates Oklahoma gegründete 45.000 ha große Ranch im Indianer-Territorium von Oklahoma. Das Zeichen 101 war das Brandzeichen von Colonel George Washington Miller, einem Veteranen des Sezessionskrieges, der nach dem Krieg von Kentucky nach Oklahoma zog und der Vater der späteren Besitzer Joe, Zachary und George Miller war. Die Miller Brothers 101 Ranch war die größte Ranch in den Vereinigten Staaten. Unter der Nummer 73001560 ist die Miller Brothers 101 Ranch gemeinsam mit dem Grab von Bill Pickett und dem Monument für Basil F. Heath, bekannt unter dem Namen Chief White Eagle, als Historic District eingetragen.

## Gründung
George Washington Miller wurde 1842 in Kentucky geboren. Nach dem Sezessionskrieg zog er nach Missouri und trieb mit einer Crew bestehend aus sechs Männern, zu denen auch der schwarze Cowboy Perry Britton gehörte, Vieh von Texas zu den Verladebahnhöfen nach Kansas. Später pachtete er Land von den Quapaws, das sich im Norden des heutigen Bundesstaates Oklahoma befand, und zog nach Baxter Springs, Kansas. Danach pachtete er Land der Cherokee von der Cherokee Strip Cattleman Association im Cherokee Outlet. Als er seine Partnerschaft mit Lee Kokernut im Jahr 1881 beendete, benötigte er ein eigenes Brandzeichen, und er entschied sich für die 101. Das Brandzeichen wurde an der linken Hüfte gesetzt.
Nachdem die Regierung angeordnet hatte, dass das Cherokee Outlet nicht mehr durch weiße Siedler besiedelt werden durfte, pachtete Miller im Jahr 1892 Land von den Ponca, und die Ranch wurde in die Nähe der heutigen Stadt Ponca City verlagert. Neben der Zucht von Rindern, Bisons, Schweinen, Geflügel und Pferden wurden Weizen, Baumwolle, Mais, Kaffer, Luzerne sowie verschiedene Obst- und Gemüsearten angebaut. Viele Kreuzungen entstanden in dem Gartenbetrieb der Ranch, und sie war für ihre Züchtungen bekannt. Seine drei Söhne Joe, Zachary und George Lee beteiligten sich an der Arbeit auf der Ranch. Die Miller Brothers 101 Ranch war die größte Ranch mit Viehzucht und Landwirtschaft in den Vereinigten Staaten. Die Miller Brothers, wie auch ihr Vater zuvor, beschäftigten auch immer schwarze Cowboys und Farmarbeiter.

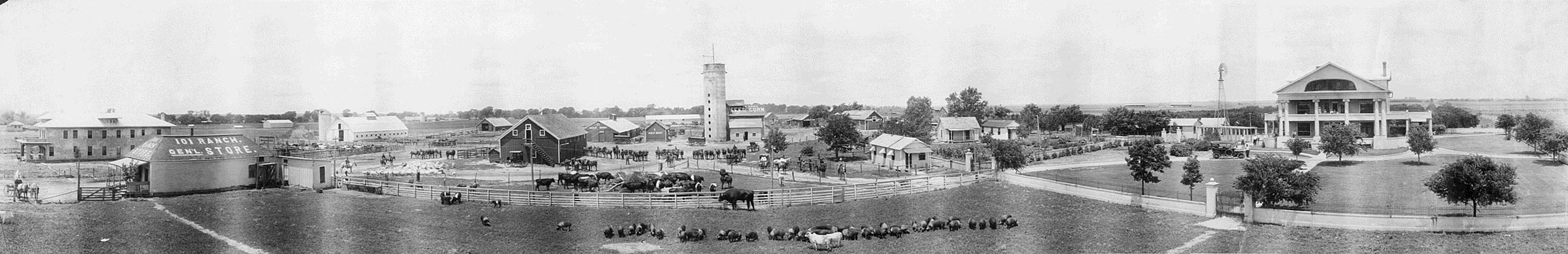
Die 101 Ranch Anfang des 20. Jahrhunderts

## Ausbau der Ranch

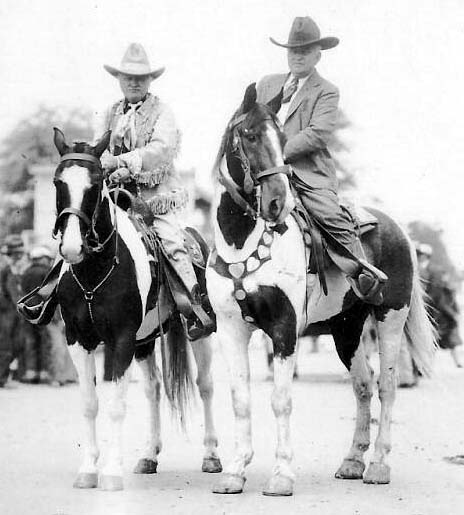
Pawnee Bill und Zack Miller

George W. Miller starb im Jahr 1903 an einer Lungenentzündung. Seine Witwe Molly wandelte die Ranch nach seinem Tod in einen Trust um. Joe wurde Vorsitzender des Trusts, und als weitere Mitglieder gehörten ihm Zack und George Miller an. Joe Miller war für den Betrieb der Farm und für die Pflanzungen verantwortlich und leitete die Pflanzenzüchtungen; später war er einer der Protagonisten der Wild-West-Shows. Zack Miller kümmerte sich um den Viehbestand, und George Miller war für die Finanzen zuständig. Eine eigene elektrische Anlage, eine Konservenfabrik, Molkerei, Gerberei, ein Geschäft und mehrere Mühlen wurden errichtet. Nachdem im Jahr 1909 von Ernest W. Marland Öl auf dem Gebiet der Ranch gefunden wurde, erschlossen sich die Miller-Brüder weitere profitable Einnahmequellen.

## Wild West

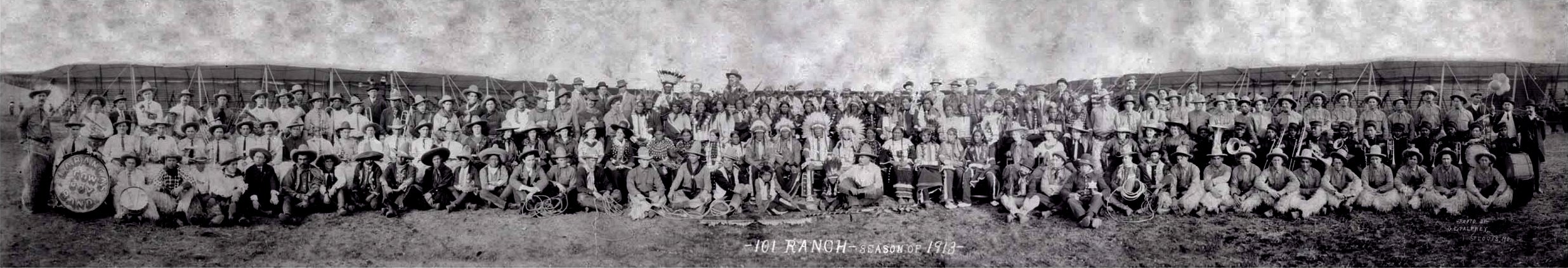
Ensemble der Show im Jahr 1913

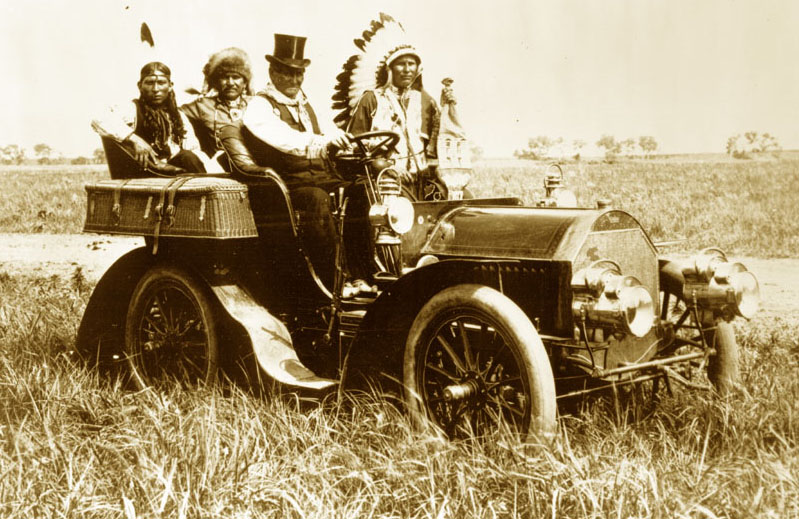
Geronimo (mit Zylinderhut) 1905 am Steuer eines Locomobile Model C

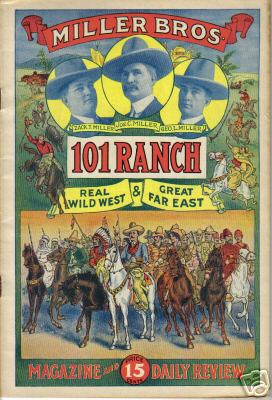
Show Poster aus dem Jahr 1920

Eigentlich nur als Unterhaltungsprogramm für den Oklahoma's Gala Day zu Ehren eines Treffens der National Editorial Association in Bliss, Oklahoma geplant, führten die Mitarbeiter der Ranch mit Joe Miller und den dort wohnenden Indianern ihr Können vor. Mit dabei war auch der Apache Geronimo (1829–1909), der einen Bison vom Vordersitz eines Automobils aus tötete. An der Show waren auch Lucille Mulhall, George Elsen und der später sehr bekannte schwarze Cowboy Bill Pickett beteiligt. Da die Show großen Erfolg hatte und auf Anregung ihres Nachbarn Major Gordon William Lillie, bekannt unter dem Namen Pawnee Bill, gründeten die Miller-Brüder eine eigene Wild-West-Show – die Miller Brothers 101 Ranch Wild West Show – und traten ab 1907 mit der Show in den Vereinigten Staaten sowie international auf. Erster Spielort war Brighton Beach in New York City.
Durch den Ersten Weltkrieg unterbrochen, lief die Show bis 1931. Die Show wurde in den Vereinigten Staaten und auch weltweit aufgeführt. Die Miller Brothers 101 Ranch Wild West Show tourte durch Mexico, Kanada, Europa und Südamerika. Im Jahr 1914 traten sie vor König George V. und Königin Mary von England auf. Im Jahr 1916 wurde die Show zusammen mit Buffalo Bill aufgeführt.
Viele frühe Hollywood-Western wurden auf dem Gelände der 101 Ranch gedreht. Oft waren die Cowboys der Ranch Stars der Filme. 1924 nutzte die Filmgesellschaft Paramount Pictures die Ranch als Set für den Film North of 36. Der Film basiert auf einer Novelle von Emerson Hugh. Weitere Produktionen auf der Ranch waren Trail Dust von 1924 und die Serie Wild West von 1925.
Im Jahr 1911 gründeten die Miller-Brüder ihre eigene Filmgesellschaft. Der Filmemacher J. B. Kent arbeitete als Regisseur. Es entstanden Filme wie Setting up the Strip, On with the Show und The Cherokee Strip. Einige Filme wurden auf der 101 Ranch gedreht, doch oft wurde auch in Los Angeles gedreht.

## Niedergang
Ende der 1920er Jahre konnte die Show zunehmend weniger Besucher anziehen. Dies führte zu ersten finanziellen Verlusten. Die Great Depression setzte der Ranch zudem zu. Im Jahr 1927 starb Joe Miller an einer Kohlenstoffmonoxidvergiftung, zwei Jahre später im Jahr 1929 starb George Miller nach einem Autounfall. Zack Miller konnte die Ranch alleine nicht sanieren, und im Jahr 1931 kam die 101 Ranch unter Zwangsverwaltung. Ein Teil des Landes wurde im Jahr 1932 abgespalten und verpachtet; ein großer Teil des persönlichen Eigentums wurde versteigert. Ein Großteil des Landes wurde bis 1941 von der Federal Farm Security Administration erworben, und es wurde ein Neuansiedlungsprogramm entwickelt. Zack Miller starb am 3. Januar 1952.

## Historic District
Das erste Farmhaus errichtete George W. Miller im Jahr 1893, doch dieses Haus brannte bereits sechs Jahre später ab. Er ersetzte es durch ein größeres Haus mit 17 Räumen. Das neue Haus nannten sie später das White House. Die Landfläche, die zur 101 Ranch gehörte, umfasste etwa 45.000 Hektar, verteilt über die Oklahoma Plains in den Countys Kay, Noble, Osage und Pawnee. Drei Towns befanden sich auf dem Gebiet. Der U.S. Highway 77 verlief auf einer Strecke von 35 km parallel zur Santa Fe Railroad auf dem Gebiet der Ranch. In der Nähe des Farmhauses befand sich ein Bahnhof.
Als 101 Ranch Historic District, Bill Pickett's Grave, and White Eagle Monument ist die Ranch seit 1974 als Historic District im National Register of Historic Places verzeichnet. Zum District gehören das White House von 1910, der Blacksmith Shop von 1905, die Grainery, Milk Storage Building, and Two Silos von 1912, das Hotel von 1912, der General Store and Office von 1918, das Cafe von 1918, sowie Jail, Foreman's House, Chicken House und Dairy Barn, ebenfalls alle von 1918. Seit Mai 1975 hat die Ranch den Status eines National Historic Landmarks.